# Institution de prévoyance
Une institution de prévoyance est, en France, une société qui gère des contrats collectifs d'assurance de personnes couvrant les risques de maladie, incapacité de travail et invalidité, dépendance, décès. Sociétés de personnes, de droit privé, et à but non lucratif, les institutions de prévoyances sont régies par le Code de la sécurité sociale et relèvent des directives européennes sur l'assurance. Les contrats d'assurance qu'elle gère sont collectifs, c'est-à-dire destinés à la protection des salariés et des entreprises.

## Fonctionnement
Les acteurs de l'assurance de personnes sont de trois types : les entreprises d'assurance, les institutions de prévoyance, les mutuelles. Chaque type d'assureur répond à des règles de fonctionnement spécifique liées à son statut, et est soumis à des obligations réglementaires strictes en matière de provisionnement et de sécurité financière. Il existe une trentaine d'institutions de prévoyance en France, elles couvrent plus de 13 millions de salariés.

### La gestion paritaire
Une institution de prévoyance est créée et gérée par les partenaires sociaux (syndicats professionnels) d'une entreprise, d'une branche ou entre plusieurs branches d'activité. Elle dispose d'un Conseil d'administration paritaire. Il est constitué à parts égales de représentants des salariés et de représentants des entreprises. Il a la charge de définir et mettre en œuvre les garanties dans l'intérêt exclusif des salariés dans l'entreprise. Comme il n'y a aucun actionnariat à rémunérer les résultats servent donc à améliorer le niveau des garanties, la qualité des services et la sécurité des engagements.

### La gestion des risques
Une institution de prévoyance propose aux entreprises, pour leurs salariés, des garanties contre les risques de la vie : maladie, incapacité de travail et invalidité, dépendance, décès. Ces garanties dites de prévoyance viennent compléter les prestations de la Sécurité Sociale et prennent la forme : d'indemnités journalières en cas d'incapacité ou d'invalidité, de capitaux décès et rentes pour les conjoints et orphelins, de remboursements de frais de santé.

### Les activités sociales
Du fait de son but non lucratif et de sa gestion paritaire, l'institution de prévoyance cherche à protéger au mieux le salarié en toute circonstance. Au-delà du contrat collectif, sont donc mises en œuvre des activités sociales. Il s'agit de fonds prélevés sur les cotisations pour apporter un soutien ponctuel à un salarié dans une situation difficile. Elle peut également être un appui pour concrétiser des projets spécifiques et notamment en ce qui concerne la scolarité des enfants. Une partie des fonds est également consacrée aux actions collectives comme le soutien à la recherche médicale, la prévention santé.
À côté de l'action sociale des Institutions de Prévoyance financés par leurs fonds propres sont également développés des fonds dédiés au sein de certaines entreprises ou branches professionnelles.

## Trois types d'institutions de prévoyance

### Les institutions professionnelles
Elles sont créées par une convention collective ou par un accord collectif. Elles recouvrent soit une branche professionnelle, soit une profession, soit une catégorie professionnelle.

### Les institutions interprofessionnelles
Ce sont les représentants des entreprises et des salariés qui créent ce type d'institution. Elle peut intervenir dans plusieurs entreprises, branches et professions.

### Les institutions d'entreprise
Elles sont issues de la conclusion d'un accord collectif ou d'une convention au sein de l'entreprise.

## Les groupes de protection sociale
La grande majorité des institutions de prévoyance appartient à un groupe paritaire de protection sociale. Ceux-ci ont une activité large, de la retraite complémentaire à l'épargne. Ils sont également paritaires.

## Perspectives des institutions de prévoyance
- Si vous ne connaissez pas le sujet, laissez ce bandeau (vous pouvez alors contacter les auteurs).
- Si vous supprimez le contenu mis en cause (vous pouvez préalablement contacter les auteurs),

argumentez précisément cette suppression dans la page de discussion
(un manque de référence n'est pas un argument ; une recherche réelle de référence doit avoir été effectuée, être formellement documentée).

### Le nombre d'institutions de prévoyance
Les 73 institutions de prévoyance des années 2004/2005 se sont regroupées au fil du temps et sont désormais 32.

### Le nombre de groupes de protection sociale
De grands groupes de protection sociale ont été constitués. Leur métier consiste à gérer l'ensemble de la protection sociale complémentaire des salariés et des entreprises : santé, prévoyance, retraite. Ils sont, de plus en plus, composés d'entités relevant de législations ou réglementations différentes. Répondent aujourd'hui aux termes de GPS, les groupes comprenant une institution de retraite Agirc-Arrco, une institution de prévoyance, une ou plusieurs mutuelles, une ou plusieurs sociétés d'assurance.